# Poliopastea apollinarei
Poliopastea apollinarei là một loài bướm đêm thuộc phân họ Arctiinae, họ Erebidae.